# Колючинська губа
Колючинська губа (рос. Колю́чинская губа) — друга за величиною затока Чукотського моря, що глибоко вдається вглиб північного узбережжя Чукотського півострова. Узбережжя губи відноситься до Чукотського району Чукотського автономного округу Росії.

## Гідронім
У 1793 році була названа губою Графа Безбородька на честь А. А. Безбородька, але назва не прижилася, і вона отримала ім'я від неподалік розташованого острова Колючин.

## Фізико-географічна характеристика
Довжина губи становить 100 км, відокремлена від моря косою Біляка, ширина біля входу становить всього 2,8 км, максимальна ширина — близько 37 км. Глибина — 7—14 м. Припливи півдобові, їх величина — 0,1 м.
Береги переважно обривисті. Обриси південної частини Колючинської губи нагадують перевернутий рогач, утворений затоками Куєткуйим та Іонівеємкуйим, які розділені півостровом Нутеїквін. У гирлах приток розташовані великі дельтові ділянки з прибережними мілинами, галофітними луками і безліччю термокарстових озер. Найбільша річка, що впадає в губу, — Іонівеєм протяжністю близько 150 км.
За 70 км на схід знаходиться лагуна Нескенпільгин.

### Донні відкладення
Дно Колючинської губи складене піщанистим мулом (в кутовій частині — буро-сірим), місцями з великою кількістю слабо обкатанного і необкатанного грубоуламкового матеріалу. Біля виходу з губи на дні залягають піски, на розповсюдження яких впливають припливо-відпливні течії.

### Клімат
Клімат у районі затоки приморський арктичний. Припайний лід в акваторії губи з'являється в середині жовтня і повністю зникає лише наприкінці літа. Середня температура січня становить −23 °C, взимку часті завірюхи. Весна настає у другій половині травня. Літо сире і холодне, середня температура липня +6 °C.

## Фауна
В акваторії затоки живуть лососеві — горбуша, чавича, гольці, а також сибірська ряпушка і азійська корюшка, іноді заходить нельма.
На узбережжі південної частини Колючинської губи знаходяться масові гніздування американського лебедя, ряду ниркових качок і куликів, тут відзначені масові линні скупчення білошиїх гусей і тихоокеанського підвиду чорної казарки.

## Корабельні аварії
- На початку XX століття біля берегів Колючинської губи зазнало аварії американське судно «Polar bear», що перевозило обладнання для золотодобувної копальні.
- У 1983 році в акваторії затоки був розчавлений торосами і затонув дизель-електрохід льодового класу «Ніна Сагайдак», при цьому судно «Коля Мяготин», що пробивалося до нього на допомогу, отримало величезну пробоїну[4].